# 坎波贝洛-迪马扎拉
坎波贝洛-迪马扎拉（義大利語：Campobello di Mazara），是意大利西西里大区特拉帕尼省的一个市镇。总面积65.77平方公里，人口10805人，人口密度164.3人/平方公里（2009年）。ISTAT代码为081004。